# کانتاگالو (میناس گرایس)
کانتاگالو (به پرتغالی: Cantagalo) یک منطقهٔ مسکونی در برزیل است که در میناز ژرایس واقع شده‌است. کانتاگالو ۴٬۵۵۱ نفر جمعیت دارد.